# Диван, Одри
Одри Диван (фр. Audrey Diwan; родилась в 1980) — французский кинорежиссёр и сценарист ливанского происхождения. Начала карьеру как журналистка и сценаристка, работала редактором в издательстве Denoël, опубликовала ряд романов. Её первый полнометражный фильм, «Но ты сумасшедший» (фр. Mais vous êtes fous), вышел в 2019 году. Второй, «Событие», ставший экранизацией романа Анни Эрно, был удостоен «Золотого льва» на 78-м Венецианском кинофестивале в 2021 году. В 2024 году в прокат вышел третий фильм Диван «Эммануэль», экранизация одноимённого эротического романа Эммануэль Арсан.
Диван состояла в отношениях с французским режиссером Седриком Хименесом, от которого родила двух детей (в 2007 и 2008 годах). В 2018 году пара распалась. 29 сентября 2023 года Диван объявила о помолвке с кинопродюсером Тибо Гастом, с которым состоит в отношениях с 2021 года.
Фильмография
- 2019 — «Но ты сумасшедший» / Mais vous êtes fous
- 2021 — «Событие»
- 2024 — «Эммануэль»